# Мултиполарни неурон
Мултиполарни неурон је тип неурона који поседује један аксон и много дендрита (и дендритских грана), омогућавајући интеграцију великог броја информација од других неурона. 
Ови процеси су пројекције из тела неуронске ћелије. Мултиполарни неурони чине већину неурона у централном нервном систему. Они укључују моторне неуроне и интернеуроне/преносни неурони се најчешће налазе у кортексу мозга и кичмене мождине. Периферно, мултиполарни неурони се налазе у аутономним ганглијама.

## Галерија
- Мултиполарни неурон с микроглијском ћелијом.